# Ґрабянка
Ґрабянка (пол. Grabianka) — село в Польщі, у гміні Осецьк Отвоцького повіту Мазовецького воєводства.
Населення — 147 осіб (2011).
У 1975-1998 роках село належало до Седлецького воєводства.

## Демографія
Демографічна структура станом на 31 березня 2011 року:
|          | Загалом | Допрацездатний вік | Працездатний вік | Постпрацездатний вік |
| -------- | ------- | ------------------ | ---------------- | -------------------- |
| Чоловіки | 59      | 9                  | 42               | 8                    |
| Жінки    | 88      | 23                 | 44               | 21                   |
| Разом    | 147     | 32                 | 86               | 29                   |